# Förbudstiden i USA

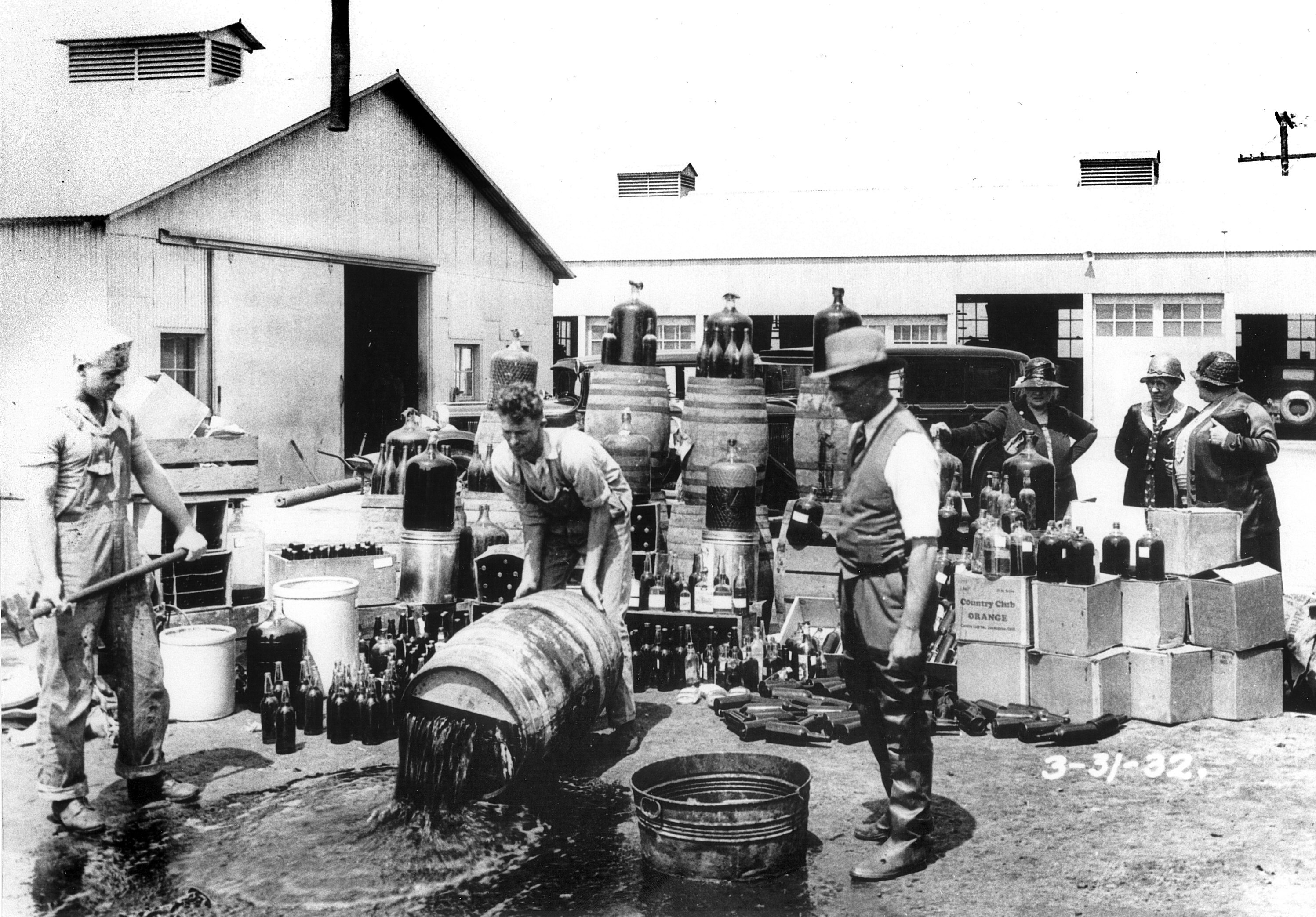
Poliser i Orange County häller ut olaglig sprit mars 1932.

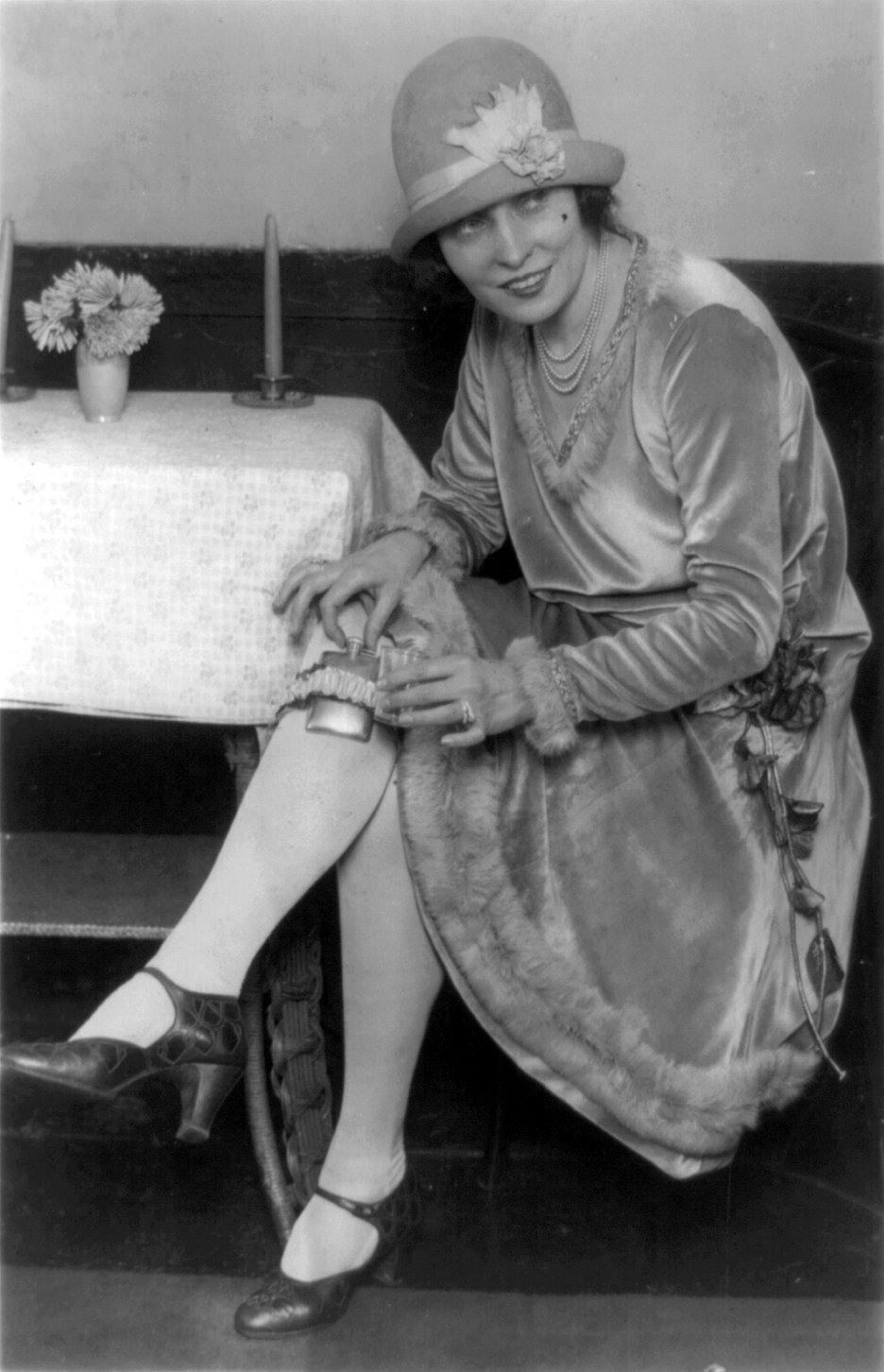
Kvinna med plunta i strumpebandet, januari 1926.

Perioden mellan 1920 och 1933 i USA kallas för förbudstiden (engelska: Prohibition). Under denna period var tillverkning, transport, import, export och försäljning av många alkoholhaltiga drycker förbjuden i USA. Dock var det tillåtet att inneha alkohol och dricka den.

## Historia
Under 1893 bildades en liten grupp med målet "ett alkoholfritt Amerika". Denna "anti-saloon-liga" förenade "Föreningen kristna kvinnor för måttfullhet" (Woman's Christian Temperance Union) och andra grupper som kämpade för ett nyktert och torrt Amerika. År 1916 hade de spritt sig över landet och nådde slutligen tvåtredjedelars majoritet i kongressen och lyckades 1919 genomdriva den så kallade Volsteadlagen, som trädde i kraft den 16 januari 1920.
Förutsättningen för denna lag var ett tillägg till den amerikanska konstitutionen. Ett sådant tillägg ratificerades av kongressens båda kamrar, Senaten och Representanthuset exakt på dagen ett år tidigare, den 16 januari 1919, det artonde tillägget (eng: The 18th Amendment) till Förenta Staternas konstitution. Detta innebar totalt förbud mot tillverkning, import, export, intern transport inom USA, försäljning och utskänkning av alla rusdrycker. Konstitutionstillägget innebar dock att lagen först kunde få laga kraft ett år efter att kongressens båda kamrar ratificerat det 18:e tillägget. Men redan under 1918 hade 15 delstater redan ratificerat detta. Av Förenta Staternas dåvarande 48 delstater samt Washington DC skyndade sig ytterligare 31 stater att ratificera tillägget under vintern 1919 . Kvar stod nu endast Connecticut och Rhode Island. Dessa två delstater vägrade att ratificera tillägget , vilket dock inte hjälpte dem, utan rusdrycksförbudet (mot allt från cider och alkoholsvag öl till 98-procentig finsprit) trädde i kraft i hela USA den 16 januari 1920. Undantagen från lagen var få, men till exempel nattvardsvin (främst i katolska kyrkor) godkändes, likaså ren etanol för exempelvis antiseptiskt bruk. Avalkoholiserat öl med en alkoholhalt av högst 0,5 volymsprocent var också tillåtet, men det fick inte kallas öl. "Near beer" var en vanlig benämning för det, även om detta namn också var förbjudet i kommersiella sammanhang. Dock fick ett bryggeri kalla sin avalkoholiserade öl för "Nearo".
Med stöd av främst de evangeliska kyrkorna tänkte sig förbudsledarna ett land helt utan alkohol. Under det första året sjönk konsumtionen till 30 procent av ursprungskonsumtionen. Under de följande åren utvecklades däremot den illegala handeln kraftigt, och konsumtionen steg till 60–70 procent jämfört med tiden före förbudet. Amerikanerna lät inte så stora ingrepp göras i sina privatliv, utan grep till den illegala alkoholen som var lätt tillgänglig vid så kallade speakeasies och andra svartklubbar. Många höll sig även med privata barer från vilka de kunde servera sina gäster. Stora mängder alkohol smugglades in från Kanada och de franska öarna Saint-Pierre och Miquelon. Att illegalt brygga hemma var populärt under förbudstiden. ”Malt och humle”-butiker öppnade upp över landet och vissa tidigare bryggerier började sälja maltextrakt-sirap, ibland till och med med humle tillsatt. Kriminaliteten fick därmed ett kraftigt uppsving, och begreppet "gangster" myntades för första gången i Chicago. På Alla hjärtans dag den 14 februari 1929 inträffade den så kallade Valentinmassakern, där ett gäng gangstrar mördade ett stort antal gangstrar från en annan liga. Detta blev startskottet för det öppna politiska motståndet mot rusdrycksförbudet.

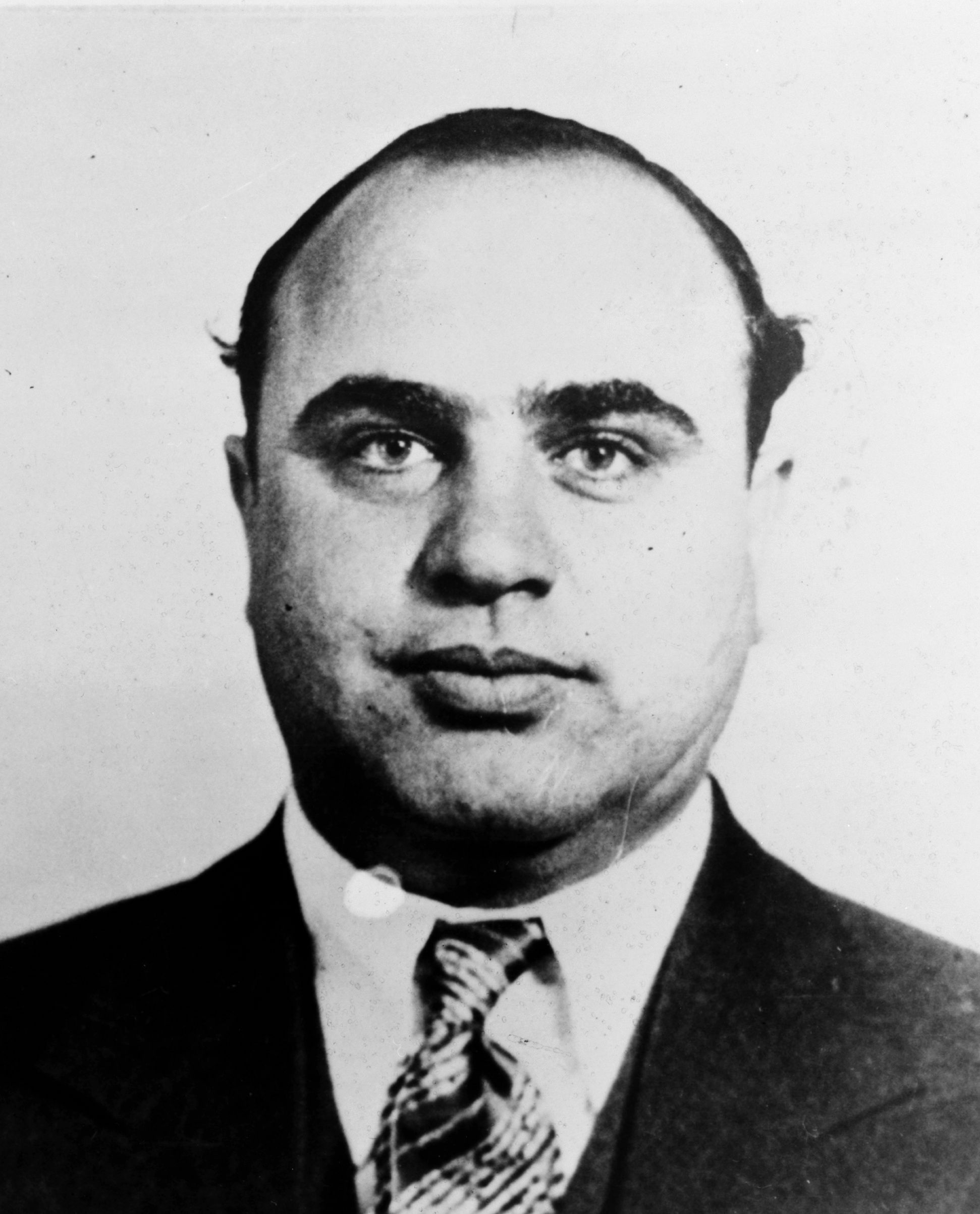
Al Capone, ledare inom Chicagos organiserade brottslighet, som frodades under förbudstiden.

Förbudstiden erbjöd lukrativa möjligheter för den organiserade brottsligheten att ta över alkoholimporten (engelska "bootlegging"), tillverkningen och distributionen av alkoholhaltiga drycker. Al Capone, som var en av tidens mest kända alkoholsmugglare, byggde stora delar av sitt kriminella imperium på vinsterna från den illegala alkoholen. Då produktionen av alkohol till största delen låg i kriminellas och hemmabryggares händer, vilka ville vara ifred för myndigheterna, varierade kvaliteten på produkterna avsevärt. Det fanns många fall då människor dog, blev blinda, förlamade eller fick hjärnskador efter att ha druckit dålig sprit gjord på industrialkohol med olika, giftiga tillsatser som träsprit eller isopropanol. Ytterligare ett olyckligt exempel var kvacksalvarmedicinen Jamaica ginger, känd av användarna som "Jake". Den hade en mycket hög alkoholhalt, omkring 85 %, och var allmänt känd för att konsumeras av dem som ville kringgå alkoholförbudet. Myndigheterna beordrade en tillsats av ricinolja för att göra den odrickbar i större mängd. Skrupellösa försäljare spädde sedan ut "Jake" med mjukgöringsmedel, trikresylfosfat, för att på så vis kringgå myndigheternas tester. Detta resulterade i att uppemot 35 000 offer blev förlamade, i regel i fötterna – oftast var förlamningen permanent. Impotens var en annan effekt.
Trycket från den då illegala branschen och de nya generationerna, som mötte lagen med oförståelse, växte ständigt och fick till slut förbudet att rämna. Efter börskraschen i oktober 1929 och den därpå följande depressionen, började sakta alkoholförbudsmotståndarna få vind i seglen. Några månader efter att Franklin Delano Roosevelt tillträtt som amerikansk president tilläts öl med max 3,2 % alkoholhalt. Roosevelts The New Deal politik hade ännu inte givit effekt, men det skålades i öl för bättre tider - på ett vis som i hög grad påverkade både presidenten och kongressledamöterna i både senaten och representanthuset. Snart infördes det tjugoförsta tillägget till den amerikanska konstitutionen, vilket helt upphävde det artonde tillägget och därmed föll obönhörligt även Volsteadlagen. Från den 5 december 1933 var det slut på förbudstiden och därmed den med denna förbundna kriminaliteten.
Amerikanerna kunde åter dricka öl, vin och sprit lagligt.
Förbudstiden kom att vara under nästan 14 år, och antalet alkoholister hade inte blivit färre under denna tid.

## Effekter på samhället

### Sociala effekter
Flera sociala problem har tillskrivits förbudstiden. En lukrativ, ofta våldsam, svart alkoholmarknad blomstrade. Kraftfulla gäng idkade utpressning och korrumperade på så vis polis- och åklagarväsende. Försäljningen av starksprit ökade kraftigt då det var mer lukrativt att smuggla den på grund av dess potens.[källa behövs] Kostnaden för att försöka upprätthålla förbudet var högt, och avsaknaden av skatteintäkter från alkoholen påverkade statens skattkista. Dock minskade drickandet totalt, om än inte alls i den utsträckning myndigheterna hade förväntat.

### Effekter på bryggerinäringen
Förbudstiden hade en markant effekt på bryggerinäringen i USA. När den var över öppnade bara en bråkdel av de bryggerier som tidigare existerat igen: Tre månader efter avskaffandet hade 31 öppnat jämfört med över 1 300 år 1915; detta skulle stiga till några hundra de närmaste åren. Flera små bryggerier hade fått lägga ned för gott. Så gott som enbart de största bryggerierna överlevde; 2003 kontrollerade tre storbryggerier som alla hade existerat före förbudstiden 80 % av marknaden. Siffror från 2003 visade att det då uppskattningsvis fanns 366 små bryggerier i USA[källa behövs].

### Fotnoter
1. ↑  http://www2.potsdam.edu/hansondj/Controversies/The-Eighteenth-Amendment.html
2. ↑  http://en.wikipedia.org/wiki/Eighteenth_Amendment_to_the_United_States_Constitution
3. ↑  Daniel Okrent: Last Call: The Rise and Fall of Prohibition. Sid 109, 215 samt bilder och bildtext på motstående sida.
4. ↑  Daniel Okrent: Last Call: The Rise and Fall of Prohibition. Sid 250
5. ↑  Daniel Okrent: Last Call: The Rise and Fall of Prohibition. Sid 249
6. ↑  Daniel Okrent: Last Call: The Rise and Fall of Prohibition. Sid 178
7. ↑  Daniel Okrent: Last Call: The Rise and Fall of Prohibition Bildtext mot sid. 215, sid. 251
8. 1 2  Daniel Okrent: Last Call: The Rise and Fall of Prohibition. Sid 259–260, 272–274
9. ↑  Daniel Okrent: Last Call: The Rise and Fall of Prohibition. Sid 221
10. ↑  Dan Baum (15 september 2003). ”Jake Leg” (på engelska). The New Yorker. http://www.newyorker.com/magazine/2003/09/15/jake-leg. Läst 7 januari 2015.
11. ↑  Daniel Okrent: Last Call: The Rise and Fall of Prohibition. Sid 260, 272–274
12. ↑  Daniel Okrent: Last Call: The Rise and Fall of Prohibition. Sid 373
13. ↑  Daniel Okrent: Last Call: The Rise and Fall of Prohibition. Sid 358